# Camaragibe (gemeente)
Camaragibe is een gemeente in de Braziliaanse deelstaat Pernambuco. De gemeente telt 156.361 inwoners (schatting 2017).

## Aangrenzende gemeenten
De gemeente grenst aan Paudalho, Paulista, Recife en São Lourenço da Mata.